# Cañar (Ekwador)
Cañar – miasto w Ekwadorze, w prowincji Cañar, stolica kantonu Cañar.
Przez miasto przebiega Droga Panamerykańska E25.

## Atrakcje turystyczne
- La ciudad de Canar 'Simon Bolivar' Central Park - Park Centralny[1].

## Baza hotelowa
- Hotel Irene[2]